# شتيفان فايل
شتيفان بيتر فايل (بالألمانية: Stephan-Peter Weil) (مواليد 15 ديسمبر 1958 في هامبورغ) سياسي ألماني ينتمي إلى الحزب الديمقراطي الاجتماعي الألماني (SPD). يشغل منصب رئيس وزراء ولاية سكسونيا السفلى منذ فبراير 2013 ويتزعم حزبه في الولاية منذ يناير 2012. كان شتيفان فايل عمدة عاصمة ولاية ساكسونيا السفلى هانوفر من نوفمبر 2006 إلى يناير 2013.

## روابط خارجية
- شتيفان فايل على موقع مونزينجر (الألمانية)